# Kaplan
Kaplan je običajno duhovnik (kot indijski purohit, pastor, rabin ali imam) ali laični predstavnik verske tradicije, ki skrbi za skupino ljudi, ki ni vezana na ozemlje posamezne župnije npr. v bolnišnicah, zaporih, vojašnicah, šolah, sindikalnih združenjih, policijskih enotah, gasilskih postajah, univerzah ali zasebnih kapelah.
V prvotnem pomenu se beseda kaplan nanaša na predstavnika krščanske vere, zdaj pa se uporablja tudi za ljudi drugih veroizpovedi ali filozofskih tradicij, kot so to primeri duhovnikov, ki služijo v vojaških silah in naraščajočemu številu le teh na ameriških univerzah. V zadnjem času so številni laiki opravili poklicno usposabljanje in so imenovani za kaplane v šolah, bolnišnicah, podjetjih, univerzah, zaporih in drugod, kjer delajo skupaj ali namesto uradnih članov duhovščine. Koncept več verske skupine, posvetnih, splošnih in/ali humanističnih kaplanov se vse bolj uporablja predvsem v zdravstvenih in izobraževalnih okoljih.